# The Reign of Terror
A The Reign of Terror a Ki vagy, doki? (Doctor Who) sorozat nyolcadik része, amit 1964. augusztus 8-a és szeptember 12-e között vetítették. Ez az első évadnak a záró része.

## Történet
A Tardis 1794-ben, a francia forradalom idején materializálódik és utasai hamarosan a történelmi események sűrűjében és egy börtönben találják magukat.

## Epizódok címei
- 1. rész: A Land of Fear (magyarul: A félelem földje)
- 2. rész: Guests of Madame Guillotine (magyarul: Madame Guillotine vendégei)
- 3. rész: A Change of Identity (magyarul: A személyazonosság megváltoztatása)
- 4. rész: The Tyrant of France (magyarul: Franciaország zsarnokai) (elveszett)
- 5. rész: A Bargain of Necessity (magyarul: Egy szükséges alku) (elveszett)
- 6. rész: Prisoners of Conciergerie (magyarul: Conciergerie foglyai)

## Könyvkiadás
A könyvváltozatát 1987 márciusában adta ki a Target könyvkiadó.

## Otthoni kiadás
- VHS-en 2003 októberében adták ki.
- DVD-n 2013. január 23-án adták ki.

### Fordítás
- Ez a szócikk részben vagy egészben  a   The Reign of Terror című angol Wikipédia-szócikk fordításán alapul.  Az eredeti cikk szerkesztőit annak laptörténete sorolja fel. Ez a jelzés csupán a megfogalmazás eredetét és a szerzői jogokat jelzi, nem szolgál a cikkben szereplő információk forrásmegjelöléseként.